# Venereum

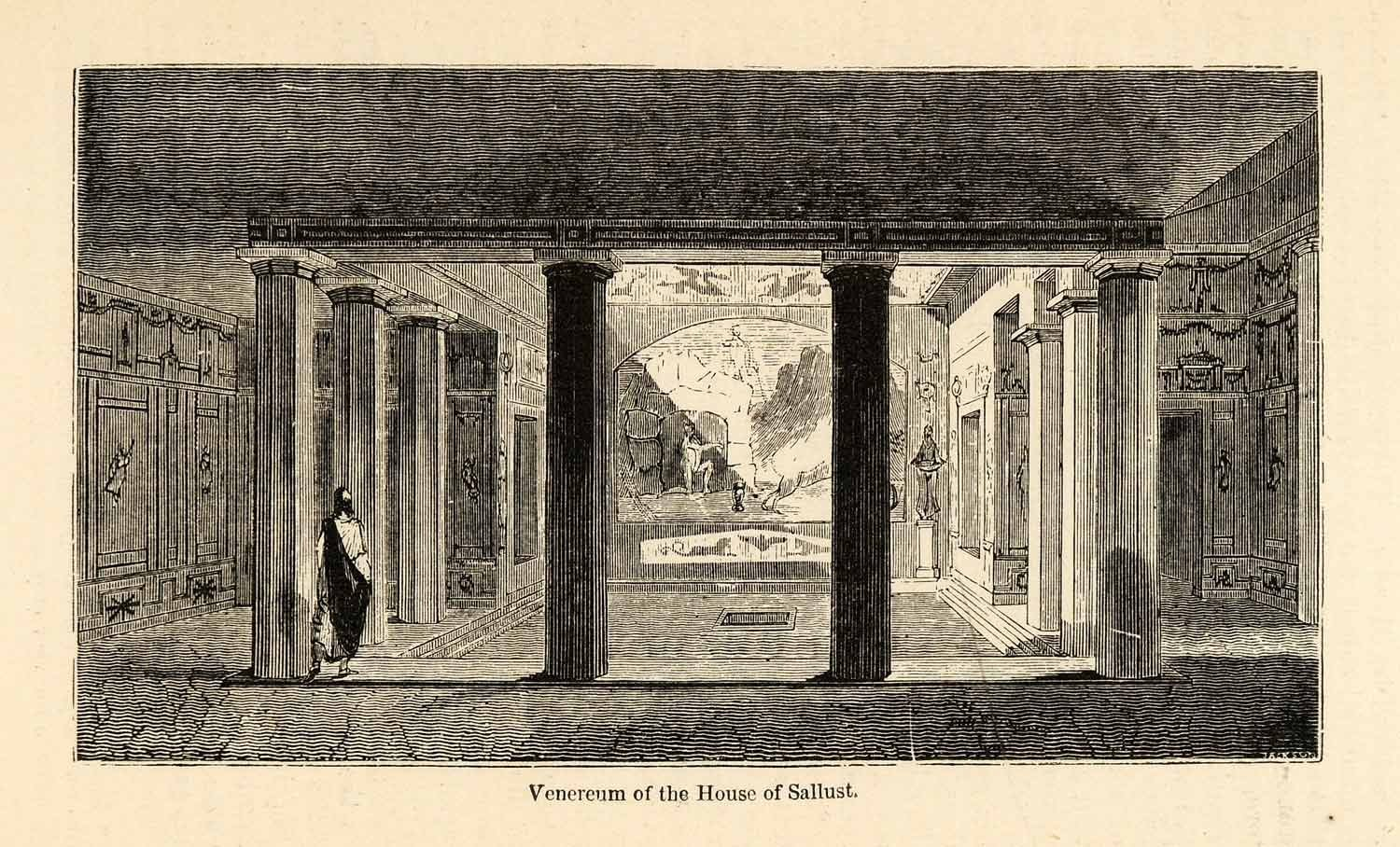
Um venereum na casa de Salústio

Venereum (nomeado a partir da deusa Venus) foi um elemento de apartamentos privados Romano encontrados particularmente em Pompeia. Foi originalmente interpretado como um apartamento ou quarto dedicado a atividades sexuais. Um venereum foi encontrado na Casa de Júlia Félix e outro na Casa de Salústio, ambos em Pompeia, na segunda casa o venereum era um jardim com várias salas separadas.
A inscrição Latino inscrição na casa de Júlia Félix relata " sobre a propriedade de Júlia Félix... um venéreo", entre outras coisas, era " para ser deixado por um período de cinco anos contínuos, do primeiro ao sexto dos Idos de agosto". A abreviatura que a acompanha, SQDLENC, é conjecturada como significando "Si quis domi lenocinium exerceat ne conducito" ("que ninguém que mantenha um bordel se inscreva"). O venéreo na casa de Sallustius incluía um quarto, um triclínio e um larário.